# Robert Kurvitz
Robert Kurvitz (ur. 8 października 1984 w Tallinnie) – estoński pisarz, muzyk i projektant gier komputerowych. Założyciel stowarzyszenia kulturalnego ZA/UM (2009) i studia zajmującego się tworzeniem gier komputerowych o tej samej nazwie (2016), gdzie wyprodukowano wysoko ocenianą i nagradzaną grę Disco Elysium.

## Życiorys

### Wczesne lata i kariera muzyczna
Jest synem artysty Raoula Kurvitza i Lilian Mosolainen.
W 2001 roku Kurvitz został autorem tekstów i wokalistą progresywnego zespołu rockowego Ultramelanhool, który przez wielu postrzegany jest jako kontynuacja estońskiej tradycji rocka alternatywnego wypracowanej przez grupę Vennaskond i Metro Luminal. Jednak według krytyka literackiego Jaaka Tomberga takie porównania, łatwo przychodzące we współczesnym dyskursie, mogą wyrządzić krzywdę oryginalnemu charakterowi zespołu. Ultramelanhool wydali dwa albumy, Must apelsin (Czarna pomarańcza) i Materjal (Materiał), odpowiednio w 2004 i 2008 roku.
Zespołowi nie udało się pozyskać estońskiej wytwórni do wydania drugiego albumu. Został on wydany samodzielnie za pieniądze odziedziczone przez wieloletniego przyjaciela Kurvitza, redaktora i współpracownika Martina Luigę i opublikowany w Internecie za darmo. Trzeci album, Fantastika, został ogłoszony w maju 2011 roku; i dotąd nie został udostępniony publiczności. W 2011 roku Kurvitz współpracował przy albumie swojego ojca Forbidden to Sing, śpiewając w chórkach i grając na klawiszach.

### Kariera
W 2013 roku Kurvitz opublikował powieść „Püha ja õudne lõhn” (w wolnym tłumaczeniu: Święte i upiorne powietrze), nad którą pracował przez ponad pięć lat. Akcja powieści toczy się w fikcyjnym świecie Elysium, skupia się na trzech mężczyznach, którzy dwadzieścia lat po niewyjaśnionym zniknięciu ich koleżanek z klasy chcą je odnaleźć. Książka otrzymała pozytywne recenzje, a teoretyczka literatury Johanna Ross podkreśliła, że jest jedną z niewielu książek, które z powodzeniem łączą science fiction i „właściwą literaturę”. Krytyk literacki Jaak Tomberg podkreślił w swojej recenzji wielką dbałość o szczegóły: „Jest to powieść, w której mamy do czynienia ze stylem, który wydaje się być na swój realistyczny i po prostu refleksyjny sposób wyczulony na świat w stopniu niemal paranoicznym, a także na świat zmyślony, który poprzez swoje bezlitosne wzajemne powiązania jest o wiele bardziej systemowy niż rzeczywistość, którą uznajemy za „naszą własną”, a także o wiele bardziej systemowy niż większość fikcyjnych, które przez swój podobny sposób budowania można z rezerwą nazwać „fantastycznymi”.
Pomimo dobrych recenzji, sprzedało się tylko 1000 egzemplarzy książki, co wpędziło autora w alkoholizm. Powieść miała zostać przetłumaczona na język angielski do 2020 r., ale w 2021 r. nie została nadal opublikowana w tym tłumaczeniu.
W 2016 roku Kurvitz założył firmę zajmującą się tworzeniem gier wideo pod nazwą ZA/UM. Pierwsza gra ZA/UM, komputerowa gra fabularna dla jednego gracza Disco Elysium, została wydana 15 października 2019 r. Kurvitz był głównym scenarzystą i projektantem gry, napisał około połowy tekstu wykorzystanego w grze (pół miliona słów). Akcja gry osadzona została w tym samym świecie, co powieść „Püha ja õudne lõhn”. Gra zyskała powszechne uznanie, została ogłoszona grą roku przez kilka publikacji, otrzymała inne, liczne nagrody za narrację i grafikę.
Kurvitz twierdzi, że rozwijał świat Elysium, odkąd miał piętnaście lub szesnaście lat, pierwotnie zainspirowany „nieoficjalnym fińskim systemem RPG, dziejącym się w Śródziemiu”. Gra wyróżnia się również znacznie mniejszym naciskiem na przemoc niż norma dla gatunku RPG, także komputerowego.
Kurvitz uważa, że niektóre aspekty Disco Elysium są „zasadniczo radzieckie”, nawiązując do tradycji science fiction Związku Radzieckiego i braci Strugackich: „Byli to ludzie, którzy wzięli odpowiedzialność za śmierć cieplną Wszechświata”, wyjaśnia. „Kiedy pisali książki, musiało się to przyczynić do ostatecznego losu wszechświata. Bo oni nie mieli zobowiązań pieniężnych, więc jakie są wtedy twoje zobowiązania? Dlatego ten rodzaj poważnej odpowiedzialności za to, co kurwa dany rodzaj rozrywki naprawdę robi z ludzkim umysłem i jakie są wynikające z tego obowiązki, jest moim zdaniem bardzo, bardzo, bardzo widoczny w Disco Elysium”.
Kurvitz przez krótki czas był redaktorem czasopisma Sirbi, zrezygnował sam ze stanowiska w reakcji na protest autora wiersza opublikowanego bez zgody w magazynie.

### Technika pisarska
Kurvitz, który przez większość swojego życia grał w gry fabularne, wykorzystuje techniki budowania świata zaczerpnięte z Dungeons & Dragons, choć decyduje się na pseudo-modernistyczny świat fantasy zamiast pseudo-średniowiecznego. Korzysta z pomocy przy rozwijaniu swoich pomysłów. Na etapie kończenia pracy nad książką stosuje „masową redakcję”, w której ludzie z różnych środowisk oceniają czytelność i realizm dzieła, wskazują na mylące fragmenty i proponują poprawki.

### Polityka
Kurvitz ma na swoim biurku zielono-złote popiersie Lenina, które, jak twierdzi, należało wcześniej do estońskiego pisarza komunistycznego Juhana Smuula. „Myślę, że moją ulubioną rzeczą, którą lubię o tym mówić, jest to, że dla mnie jest to po prostu zdrowa tradycja. Chodzi o lojalność, o kraj, w którym się urodziłem. Tak zostałem wychowany, tak mi powiedziano, kogo mam naśladować, i byłbym niegrzecznym rewolucjonistą, rodzajem drażliwego buntownika, gdybym nie miał Lenina na moim biurku” – opisuje swój stosunek do popiersia. Kurvitz wyraził również swoje poparcie dla bezpłatnego systemu publicznego transportu w Tallinie (działającego od 2013 roku).